# Bruce Greenwood
Stuart Bruce Greenwood (ur. 12 sierpnia 1956 w Rouyn-Noranda) – kanadyjski aktor filmowy, telewizyjny i głosowy. Najbardziej znany jako John F. Kennedy w politycznym dramacie historycznym Trzynaście dni (2000) i z roli prezydenta w filmie szpiegowskim Matthew Vaughna Kingsman: Złoty krąg (2017). Wystąpił w jednej z głównych ról w filmie Star Trek (2009).

## Życiorys

### Wczesne lata
Urodził się w Rouyn-Noranda, w północno-zachodniej części prowincji Quebec, jako najstarsze z trojga dzieci i jedyny syn Mary Sylvii (z domu Ledingham), pielęgniarki, i Hugh Johna Greenwooda, profesora geofizyki na Uniwersytecie w Princeton. Wychowywał się z dwiema młodszymi siostrami – Kelly Louise i Barbarą Lynn. Ukończył szkołę średnią w Zurychu w Szwajcarii. Studiował w Bethesda w stanie Maryland. W 1975 uzyskał tytuł Bachelor’s degree na wydziale filozofii i ekonomii na Uniwersytecie Kolumbii Brytyjskiej. W 1981 ukończył American Academy of Dramatic Arts.
Pracował przy wierceniu diamentowym, pływał jako członek załogi żaglówki w Grecji, śpiewał i grał na gitarze elektrycznej w zespole rockowym. Dążył też do tego, by zostać zawodowym narciarzem, ale doznał kontuzji kolana.

### Kariera
Grał w teatrze w Vancouver. W 1977 wystąpił gościnnie w serialu CBC The Beachcombers, po czym zadebiutował w epizodycznej roli technika w dreszczowcu przygodowym Wyspa niedźwiedzia (Bear Island, 1979), opowieści o arktycznej wyprawie, u boku Donalda Sutherlanda, Christophera Lee i Vanessy Redgrave. Był strażnikiem w dramacie wojennym Teda Kotcheffa Rambo – Pierwsza krew (1982) z Sylvestrem Stallone w roli tytułowej.
Występował w serialach: Niebezpieczna zatoka (1986), Matlock (1987) i Gliniarz i prokurator (1987). Jego przełomową rolą był dr Seth Griffin w serialu NBC St. Elsewhere (1986–1988). Regularnie występował też jako Pierce Lawton w operze mydlanej CBS Knots Landing (1991–1992) i jako Thomas Veil w serialu UPN Bez przeszłości (1995–1996).
Trafił do obsady takich filmów jak Dzika orchidea (1990), Pasażer 57 (1992), Dzień ojca (1997), Grzeczny świat (1998) i Złodziejski trick (1998). Atom Egoyan zaangażował go do trzech swoich filmów: Klub „Exotica” (1994), Słodkie jutro (1997) i Ararat (2002).
W 1995 Kanadyjska Akademia Filmowa i Telewizyjna przyznała mu nagrodę Gemini. Był nominowany do nagrody Genie za rolę Billy’ego Ansela w dramacie Słodkie jutro (1997). Z kolei kreacja  Johna F. Kennedy’ego w politycznym dramacie historycznym Trzynaście dni (2000) przyniosła mu nominację do Nagrody Satelity dla najlepszego aktora drugoplanowego. W komedii romantycznej Guya Ritchiego Rejs w nieznane (Swept Away, 2002) zagrał postać Tony’ego Leightona, męża Amber (w tej roli Madonna). Za rolę Jacka Dunphy, powieściopisarza i partnera życiowego Trumana Capote, w filmie biograficznym Capote (2005) zdobył nominację do Nagrody Gildii Aktorów Ekranowych: Wybitny występ filmowego zespołu aktorskiego. W serialu HBO John z Cincinnati (John from Cincinnati, 2007) zagrał jedną z głównych ról jako surfer Mitch Yost.

## Życie prywatne
W 1985 ożenił się z Susan Devlin, z którą ma dziecko.

## Filmografia

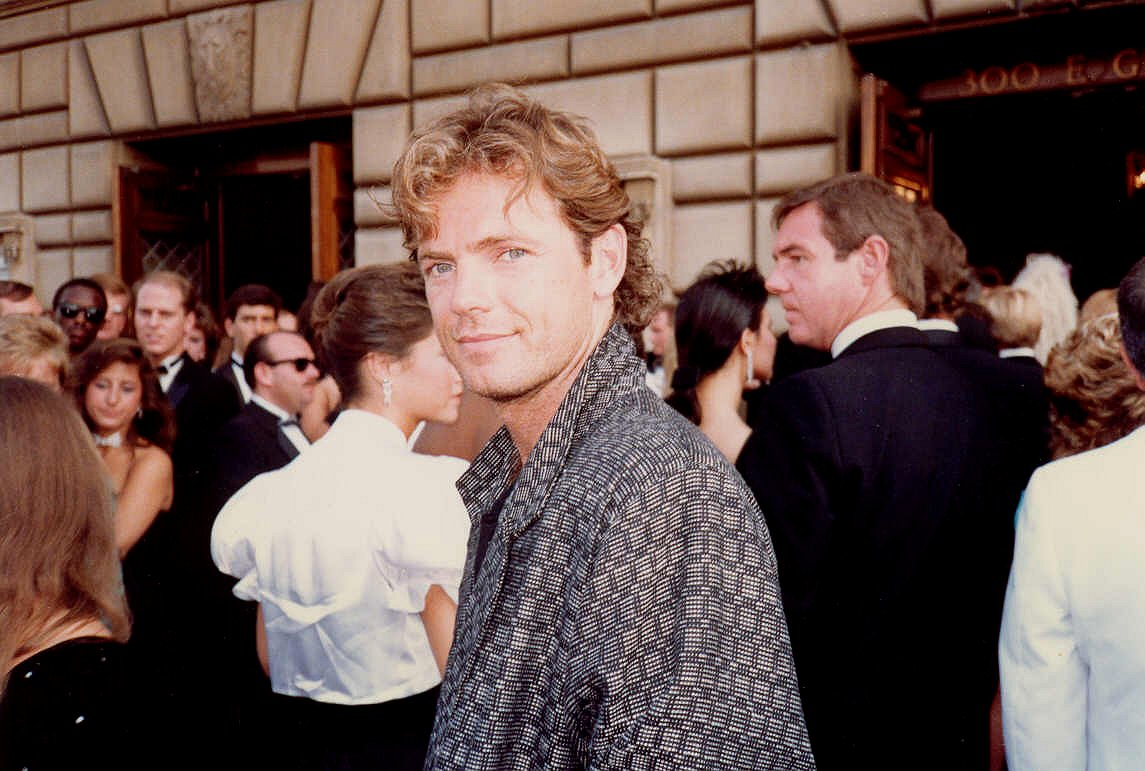
Bruce Greenwood podczas 39 wręczenia nagród Emmy (1987)

### Filmy fabularne
- 1982: Rambo – Pierwsza krew (Rambo – First Blood) jako gwardzista #5
- 1990: Dzika orchidea (Wild Orchid) jako Jerome McFarland
- 1992: Pasażer 57 (Passenger 57) jako Stuart Ramsey
- 1994: Klub „Exotica” (Exotica) jako Francis Brown
- 1997: Słodkie jutro (Sweet Hereafter) jako Billy
- 1997: Dzień ojca (Fathers' Day) jako Bob Andrews
- 1998: Złodziejski trick (Thick as Thieves) jako Bo
- 1998: Grzeczny świat (Disturbing Behavior) jako dr Edgar Caldicott
- 1999: Przewodnik dusz (The Soul Collector) jako Zacariah (Zach)
- 1999: Podwójne zagrożenie (Double Jeopardy) jako Nick Parsons
- 2000: Trzynaście dni (Thirteen Days) jako John F. Kennedy
- 2000: Regulamin zabijania (Rules of Engagement) jako Doradca ds. Bezpieczeństwa Narodowego Bill Sokal
- 2000: Miejsce na Ziemi (Here on Earth) jako Earl Cavanaugh
- 2002: Rejs w nieznane (Swept Away) jako Tony
- 2002: Ciśnienie (Below) jako porucznik Brice
- 2004: Julia (Being Julia) jako lord Charles
- 2004: Ja, robot (I, Robot) jako Lawrence Robertson
- 2005: Prawdziwa historia (The World’s Fastest Indian) jako Jerry
- 2005: Zebra z klasą (Racing Stripes) jako Nolan Walsh
- 2005: Capote jako Jack Dunphy
- 2006: Deja Vu (Déjà vu) jako agent FBI Jack McCready
- 2006: Przygoda na Antarktydzie (Eight Below) jako dr Davis McClaren
- 2007: Skarb narodów: Księga tajemnic (National Treasure: Book of Secrets) jako prezydent
- 2007: I’m Not There. Gdzie indziej jestem (I’m Not There) jako Keenan Jones/Garrett
- 2008: Cyberżołnierz (Cyborg Soldier) jako Simon Hart
- 2009: Star Trek jako Pike
- 2010: Batman: Under the Red Hood jako Bruce Wayne/Batman (głos)
- 2011: Super 8 jako Cooper
- 2012: Drugie oblicze (The Place Beyond the Pines) jako Bill Killcullen
- 2012: Cristiada jako ambasador USA Dwight Morrow
- 2013: Diabelska przełęcz (Devil’s Knot) jako sędzia David Burnett
- 2014: Pieśń słonia (Elephant Song) jako dr Toby Green
- 2014: Miłość bez końca (Endless Love) jako Hugh Butterfield
- 2015: Niewygodna prawda (Truth) jako Andrew Heyward
- 2017: Kingsman: Złoty krąg (Kingsman: The Golden Circle) jako prezydent
- 2017: Gra Geralda (Gerald’s Game) jako Gerald Burlingame
- 2017: Dirty Dancing (TV) jako dr Jake Houseman
- 2017: Czwarta władza (The Post) jako Robert McNamara

### Seriale TV
- 1986–1988: St. Elsewhere jako dr Seth Griffin
- 1987: Matlock jako Mitchel Gordon
- 1987: Gliniarz i prokurator (Jake and the Fatman) jako Carson Warfield
- 1991–1992: Knots Landing jako Pierce Lawton
- 1994: Droga do Avonlea (Road to Avonlea) jako Caleb Stokes
- 1995–1996: Człowiek, którego nie ma jako Thomas Veil
- 2007: John z Cincinnati (John from Cincinnati) jako Mitch Yost
- 2010–2013: Liga Młodych (Young Justice) – głosy
- 2012: Rzeka (The River) jako dr Emmet Cole
- 2015: Mad Men jako Richard Burghoff
- 2015: Wet Hot American Summer: First Day of Camp jako Bill Martinson
- 2017: Czwarta Władza (The Post) jako Robert McNamara
- 2018–2023: Rezydenci (The Resident) jako dr Randolph Bell
- 2019: Jett jako Carlyle
- 2020: To wiem na pewno (I Know This Much Is True) jako dr Hume
- 2023: Zagłada domu Usherów (The Fall of the House of Usher) jako Roderick Usher